# Halobisium occidentale
Espèce
Halobisium occidentale est une espèce de pseudoscorpions de la famille des Neobisiidae.

## Distribution
Cette espèce se rencontre aux États-Unis en Californie, en Oregon, au Washington et en Alaska et au Canada en Colombie-Britannique.

## Publication originale
- Beier, 1931 : Neue Pseudoscorpione der U. O. Neobisiinea. Mitteilung aus dem Zoologischen Museum in Berlin, vol. 17, p. 299-318.